# Pattinaggio di velocità ai XXI Giochi olimpici invernali
Le gare di pattinaggio di velocità ai XXI Giochi olimpici invernali di Vancouver  in Canada si sono svolte dal 13 al 27 febbraio 2010 al Richmond Olympic Oval.
Sono state disputate dodici competizioni nelle seguenti discipline: 500 m, 1000 m, 1500 m, 5000 m, 10000 m, gara a squadre ad inseguimento maschili e 500 m, 1000 m, 1500 m, 3000 m, 5000 m e gara a squadre ad inseguimento femminili.

## Calendario
| Uomini | 5000 m |        | 500 m |       | 1000 m |        |  | 1500 m |        |  | 10000 m |        |  |  | inseguimento a squadre | 6  |
| Donne  |        | 3000 m |       | 500 m |        | 1000 m |  |        | 1500 m |  |         | 5000 m |  |  | inseguimento a squadre | 6  |
| Totale | 1      | 1      | 1     | 1     | 1      | 1      |  | 1      | 1      |  | 1       | 1      |  |  | 2                      | 12 |

## Podi

### Uomini
| Evento                            | Oro                                                 | Tempo    | Argento                                                              | Tempo    | Bronzo                                                             | Tempo    |
| 500 m (dettagli)                  | Mo Tae-Bum                                          | 69"82    | Keiichiro Nagashima                                                  | 69"98    | Joji Kato                                                          | 70"01    |
| 1000 m (dettagli)                 | Shani Davis                                         | 1'08"94  | Mo Tae-Bum                                                           | 1'09"12  | Chad Hedrick                                                       | 1'09"32  |
| 1500 m (dettagli)                 | Mark Tuitert                                        | 1'45"57  | Shani Davis                                                          | 1'46"10  | Håvard Bøkko                                                       | 1'46"13  |
| 5000 m (dettagli)                 | Sven Kramer                                         | 6'14"60  | Lee Seung-Hoon                                                       | 6'16"95  | Ivan Skobrev                                                       | 6'18"05  |
| 10000 m (dettagli)                | Lee Seung-Hoon                                      | 12'58"55 | Ivan Skobrev                                                         | 13'02"07 | Bob de Jong                                                        | 13'06"73 |
| Inseguimento a squadre (dettagli) | Canada Mathieu Giroux Lucas Makowsky Denny Morrison | 3'41"37  | Stati Uniti Brian Hansen Chad Hedrick Jonathan Kuck Trevor Marsicano | 3'41"58  | Paesi Bassi Jan Blokhuijsen Sven Kramer Simon Kuipers Mark Tuitert | 3'39"95  |

### Donne
| Evento                            | Oro                                                                                          | Punti   | Argento                                        | Punti   | Bronzo                                                              | Punti   |
| 500 m (dettagli)                  | Lee Sang-Hwa                                                                                 | 76"09   | Jenny Wolf                                     | 76"14   | Wang Beixing                                                        | 76"63   |
| 1000 m (dettagli)                 | Christine Nesbitt                                                                            | 1'16"56 | Annette Gerritsen                              | 1'16"58 | Laurine van Riessen                                                 | 1'16"72 |
| 1500 m (dettagli)                 | Ireen Wüst                                                                                   | 1'56"89 | Kristina Groves                                | 1'57"14 | Martina Sáblíková                                                   | 1'57"96 |
| 3000 m (dettagli)                 | Martina Sáblíková                                                                            | 4'02"53 | Stephanie Beckert                              | 4'04"62 | Kristina Groves                                                     | 4'04"84 |
| 5000 m (dettagli)                 | Martina Sáblíková                                                                            | 6'50"92 | Stephanie Beckert                              | 6'51"39 | Clara Hughes                                                        | 6'55"73 |
| Inseguimento a squadre (dettagli) | Germania Daniela Anschütz-Thoms Stephanie Beckert Anni Friesinger-Postma Katrin Mattscherodt | 3'02"82 | Giappone Masako Hozumi Nao Kodaira Maki Tabata | 3'02"84 | Polonia Katarzyna Bachleda-Curuś Katarzyna Woźniak Luiza Złotkowska | 3'03"73 |

## Medagliere
| Posizione | Paese         |    |    |    | Totale |
| --------- | ------------- | -- | -- | -- | ------ |
| 1         | Corea del Sud | 3  | 2  | 0  | 5      |
| 2         | Paesi Bassi   | 3  | 1  | 3  | 7      |
| 3         | Canada        | 2  | 1  | 2  | 5      |
| 4         | Rep. Ceca     | 2  | 0  | 1  | 3      |
| 5         | Germania      | 1  | 3  | 0  | 4      |
| 6         | Stati Uniti   | 1  | 2  | 1  | 4      |
| 7         | Giappone      | 0  | 2  | 1  | 3      |
| 8         | Russia        | 0  | 1  | 1  | 2      |
| 9         | Cina          | 0  | 0  | 1  | 1      |
| 9         | Norvegia      | 0  | 0  | 1  | 1      |
| 9         | Polonia       | 0  | 0  | 1  | 1      |
| Totale    | Totale        | 12 | 12 | 12 | 36     |